# متلازمة مخرج الصدر
متلازمة مخرج الصدر (بالإنجليزية: Thoracic Outlet Syndrome)‏ واختصاراً TOS.

تعرف بأنها مجموعة من الأعراض والعلامات الناتجة عن انضغاط الحزمة العصبية الوعائية بالبنى المختلفة الموجودة فوق الضلع الأول وخلف الترقوة. تقسم متلازمة مخرج الصدر بناءً على البنية المضغوطة إلى:
1. متلازمة مخرج الصدر العصبية neurogenic TOS:يحدث فيها انضغاط الضفيرة العضدية وتشكل 95% من الحالات.
2. متلازمة مخرج الصدر الوريدية Venous TOS : يحدث فيها انضغاط الوريد تحت الترقوة وتشكل 3-4% من الحالات.
3. متلازمة مخرج الصدر الشريانية arterial TOS : يحدث فيها انضغاط الشريان تحت الترقوة وتشكل 1% من الحالات لذا يعد أندرها.

إن جميع حالات متلازمة مخرج الصدر الشريانية ناتجة عن وجود ضلع رقبي زائد أو تشوه في الضلع الأول.

## الوبائيات
أغلبية المرضى الذين يصابون بهذه المتلازمة من النساء في سن 20 - 40 عاماً.

## الأسباب
يوجد أسباب عديدة لمتلازمة مخرج الصدر نذكر منها:
- عيوب تشريحية: كوجود ضلع رقبي (وهو ضلع زائد يوجد فوق الضلع الأول) أو وجود شريط ليفي ضيق شاذ.
- وضعية معيبة: كحني الكتفين أو حمل الرأس بوضعية أمامية.
- رض فيزيائي كحادث سيارة ويكون بدء الأعراض بعد الرض الفيزيائي متأخر عادةً.
- حركات متكررة للكتف والذراع: كممارسة رياضات معينة (مثل السباحين ورماة البيسبول)أو الطباعة على الكمبيوتر لساعات طويلة.
- أورام تضغط على الأعصاب.
- الحمل بسبب ارتخاء المفاصل أثناء الحمل.

## الأعراض
إن الأعراض تتنوع تبعاً للبنية المضغوطة:
- في متلازمة مخرج الصدر العصبية: نجد ألم ونمل يبدأ عادة في العنق أو الكتف ويمتد إلى الجانب الأنسي من الذراع واليد ويمتد أحياناً إلى جدار الصدر الأمامي المجاور. والعديد من المرضى لديهم اضطراب حسي خفيف إلى متوسط في أماكن توزع C8 إلى T1 على الجانب المؤلم.و عند مرضى أقل تكون اليد المصابة ضعيفة.

وفي الحالات الأكثر حدة يظهر ضعف في العضلات، شعور بالبرد في الساعدين وفي كفتي اليدين، وكذلك انتفاخ في كفتي اليدين.
- في متلازمة مخرج الصدر الوعائية: نجد تغير في لون اليد (لون أزرق)- تورم في الذراع - برودة في اليدين.

## التشخيص
وضع التشخيص ليس سهلاً (خاصة عند انضغاط الضفيرة العضدية فقط).
لتأكيد التشخيص يجب إجراء عدة مناورات سريرية.
إيجابية مناورة واحدة (أو أكثر) تكفي للدلالة على انضغاط الشريان المفحوص.
- مناورة فرط بسط العضلات الصدرية وعضلات العنق (وضعية الاستعداد العسكري):والتي تؤدي إلى تضيق المسافة بين عظم الترقوة والضلع الأولى.
- مناورة رايت: وهي وضعية فرط رفع الذراعين للأعلى فوق الرأس (فرط التبعيد)، حيث تدل إيجابية هذه المناورة على وجود عائق بمستوى وتر العضلة الصدرية الصغيرة.

إستقصاءات إضافية لتأكيد التشخيص:
صورة شعاعية بسيطة للصدر والعنق حيث تظهر:
( ضلع رقبية ، تشوهات عظمية، التحام ضلع أولى بالثانية، تضخم الناتئ المعترض للفقرة وكسورعظم ترقوة قديمة).

## العلاج
يقسم علاج متلازمة مخرج الصدر إلى:

أولاً:علاج غير جراحي:
- معالجة فيزيائية: حيث يمكن للتمارين أن تقوي العضلات المحيطة بالكتف مما يجعلها قادرة على دعم عظم الترقوة إضافة إلى تمارين تساعد المريض على الجلوس والوقوف بشكل مستقيم مما ينقص الضغط على الأعصاب والأوعية الدموية ويتحقق الشفاء في 50% من الحالات.
- مضادات التهاب غير ستيروئيدية لتخفيف الألم والتورم.
- إنقاص الوزن عند المرضى زائدي الوزن.
- تغيير نمط الحياة وتجنب النشاطات التي تزيد من الأعراض وتجنب النشاطات المجهدة.

ثانياً:علاج جراحي:
وذلك عند فشل العلاج المحافظ ويشمل:
- استئصال الضلع الرقبية في حال وجودها.
- إزالة ندوب تالية للرضح.
- إزالة الخثرات الدموية (Thrombi) من الشرايين في حال وجودها.

كمايجب إعطاء أدوية حالة للخثرات / لاذابة الخثرات (fibronilysis) في حال وجود خثار وريدي، ومن بعدها يجب الاستمرار في تناول أدوية مضادة لتخثر الدم، مثل الهيبارين (Heparin) والورافارين (Warfarin).